# سرنج
سرنج هي قرية في مقاطعة كاشان، إيران. يقدر عدد سكانها بـ 22 نسمة بحسب إحصاء 2016.